# Castor (berg)
Castor är ett berg på gränsen mellan Schweiz och Italien. Toppen på Castor är 4 228 meter över havet.
Den högsta punkten i närheten är Lyskamm Occidentale, 4 477 meter över havet, 2,4 km öster om Castor.
Trakten runt Castor består i huvudsak av kala bergstoppar och isformationer.